# Tommaso Caracciolo
Tommaso Caracciolo (eingedeutscht Thomas Caracciolo) (* 10. März 1572 in Neapel in Italien; † 5. Dezember 1631 ebenda), Herzog von Roccarainola, war ein italienischer Truppenführer, der auch als Feldmarschall unter Tilly und General in der Katholischen Liga im Dreißigjährigen Krieg diente. Überwiegend war er auf italienischen Kriegsschauplätzen tätig.

## Leben
Seine Eltern waren Tristano Caracciolo (1532–1590) und Cornelia d’Azzia. Er heiratete am 28. Juni 1609 Aurelia Brancia, aus der Ehe stammen vier Kinder.

### Dienstgrad

#### Infanterist
Seine militärische Karriere beginnt als einfacher Infanterist unter Carafa bei der Belagerung von Bricherasio gegen die Franzosen.

#### Capitano
Am 25. August 1600 wurde er von seinem Verwandten Camillo Caracciolo (1563–1617), Fürst von Avellino, zum Capitano ernannt und ihm wurde ein Terzio anvertraut. Am 5. September 1601 wurde er zum Sergeant Major seines Terzios befördert.
Am 9. September 1618 ernannte ihn Vizekönig Pedro Tellez Giron Graf von Osuna zum Capitano im Val di Noto (Sizilien).

#### Oberst
In der „Lista Kayserlicher Kriegs-Armada“ von Ende 1620 wird Caracciolo nicht als Feldmarschall erwähnt, zu diesem Zeitpunkt war er scheinbar spanischer Oberst.

#### Feldmarschall
Spätestens seit dem 13. Juli 1621 war er Feldmarschall, nach anderen Quellen seit dem 20. September 1619. "Nach dem Tode Buqoys erhielt der neue Kommandant der kaiserlichen Heere, Tommaso Caracciolo sein Ernennungsdekret mit den Unterschriften Ferdinands II, und Onates".

### Kriegsdienst

#### Flandern
Mit dem am 25. August 1600 anvertrauten Terzio sollte er die Belagerung von Ostende unterstützen. Am 7. Januar 1602 wurde er in Flandern an Kopf und Arm verwundet. Er war an der Verteidigung von ’s-Hertogenbosch beteiligt, ebenso an der Belagerung von Wachtendonk.

#### Neapel
Zurück in Neapel wurde er verpflichtet sich die Festungen anzusehen.

#### Piemont
Als Maestro de campo seines Terzios diente er während des Krieges um Montferrat (1614–1617). Der Dienstrang wird in der Schlacht um Maro am 1. Januar 1615, in der Schlacht um Colinas de Asti am 24. Mai 1615, in der Schlacht um das Kloster Lucedio und bei der Belagerung und Einnahme der Stadt Vercelli am 25. Juli 1617 genannt.

#### Sizilien
Sein Terzio wurde nach Sizilien geschickt, als ein türkischer Angriff auf die Halbinsel vermutet wurde. Vizekönig Graf (Duc) von Osuna ernannte ihn am 9. September 1618 zum Capitano (captain of war) im Val di Noto. Am 2. Januar 1619 erhielt er die Erlaubnis, Sizilien zu verlassen, und kehrte zurück nach Neapel, wo er als Abenteurer ohne militärische Anstellung an der Expedition von Carlo Spinelli nach Böhmen teilnahm.

### Böhmisch-Pfälzischer Krieg
Zwischen März und Juni 1619 wurden, auf Betreiben des spanischen Gesandten Onate, spanische Kerntruppen aus Neapel und Mailand über Tirol und Österreich nach Böhmen beordert. Darunter könnte sich auch Don Tommaso Caracciolo befunden haben.
Am 28. August 1620 wurde Oberst Tommaso Caracciolo von Graf Bucquoy zwecks bestimmter Abmachungen zum Herzog von Bayern geschickt. Am 30. August 1620 traf er in Weitra ein, um Näheres über das Zusammentreffen der beiden Heere (Ligisten und Kaiserliche) zu erfahren. Dort wurde die Aufstellung des Heeres, die Proviantzufuhr, der Vormarsch auf Pilsen und die Art und Weise seines Vormarsches über Freistadt nach Böhmen besprochen.
In einem Brief vom 23. November 1620 an den spanischen König Philipp III. wird der Oberst erwähnt. Bei Drosendorf wurde Oberst Caracciolo im Oktober 1620 zur Hilfe der Kaiserlichen entsandt. Am 26. Oktober erreichten beide Heere Kralowitz.
Im März 1621 wurde der Oberst mit einem Schreiben des Kaisers und des Gesandten Onate nach Madrid geschickt.
In einem Brief vom 13. Juli 1621 von Kardinal Dietrichstein an den spanischen Gesandten Graf Onate schreibt der Kardinal, dass Carlo Spinelli nicht unter T. C. dienen wolle. In der Antwort wird Feldmarschall Caracciolo erneut erwähnt. Zuvor, nach dem Ableben von Karl Bucquoy, übernahm Caracciolo die spanische Infanterie des Verstorbenen, gab sie jedoch 1622 an Caraffa ab.
Am 21. Juli 1621 rückte Caracciolo von Brünn nach Nikolsburg aus, traf sich anscheinend mit Wallenstein und kam mit Nachrichten zurück, die er Kardinal Dietrichstein übermittelte. Am 26. lag die Gruppe Caracciolo wohl in Olmütz, wohin Wallenstein aufbrach, um „alles Notwendige zu unterstützen“. Am 29. wusste Kardinal Dietrichstein „vor Sorgen nicht mehr, wohin er sich wenden soll“. Er hielt es für das Beste und notwendig, mit der Kriegsführung Tommaso Caracciolo und Albrecht von Wallenstein zu betrauen. Am 2. August 1621 berichtete Spinelli über die Bedenken wegen seines weiteren Dienstes unter Tommaso Caracciolo, die er dem Kaiser vortragen wird.
Am 3. August 1621 bekam Fürst Karl von Lichtenstein den Befehl, sich sofort mit „sämtlichem Kriegsvolk“, welches er in Böhmen entbehren könne, in Marsch zu setzen, um sich in Mähren mit der Gruppe Caracciolo, die in Kremsier liege, zu vereinigen.
Am 12. August 1621 schrieb Dietrichstein an Kaiser Ferdinand II., dass „Generalfeldmarschall Caracciolo sich sehr mit Wallenstein vertrage und sich beide gut ergänzten“. Er empfahl dem Kaiser, das Kommando der Kaiserlichen an Wallenstein abzugeben, das des spanischen Kriegsvolks an Caracciolo. In der Antwort befahl der Kaiser, dass ein großer Teil des kaiserlichen Kriegsvolks Caracciolo zugeteilt werden solle. Außerdem wurde befohlen, dass Pietro Aldobrandini seine Musterung neuen Kriegsvolks beschleunigen solle, um die Gemusterten Caracciolo zu übergeben. Am 22. August sollte Wallenstein seine Truppen mit Caracciolo vereinigen.
Onate fordert Ugarte im März 1622 auf mit den Truppen des neuen Oberkommandierenden Tommaso Caracciolo ins Elsass zu ziehen.
Im April 1622 brach Tommaso Caracciolo mit einem Geldkonvoy aus Znaim auf, danach gab es Befehl, sich mit Córdoba am Rhein zu vereinigen.
Am 2. Mai 1622 lag Caracciolo in Kolin, am 12. Mai bei Hirschau, am 15. Mai zu Berngau. Die geplante Vereinigung mit der anmarschierenden Nachschubstaffel des bayrischen Heeres unter Führung des Grafen Herberstorff fand früher als geplant am 19. Mai in Fremdingen statt. Die neue Heeresmacht umfasste nun etwa 6700 Mann, 800 Pferde sowie zehn Geschütze auf der spanischen Seite. Der Nachschub umfasste etwa 3300 Mann und 1100 Pferde auf bayrischer Seite.
Am 26. Mai traf die Gruppe Caracciolo in Würzburg ein, „wo der sehr besorgte Bischof von Würzburg“ diese schon erwartete. Zuvor hatte es Schwierigkeiten mit dem Abzug Caracciolos gegeben, da dieser erklärte, er habe von der Königin von Spanien Befehl erhalten, sich mit Córdoba zu vereinigen, der zu diesem Zeitpunkt von seinen Verbündeten abgeschnitten war. Generalkommissar Ruepp musste stundenlang mit dem Italiener verhandeln, ehe sich dieser bereit erklärte, den Tillyschen Anordnungen Folge zu leisten. In Würzburg vereinigte sich die Gruppe Caracciolo mit würzburgischen Truppen (etwa 1800 Mann und 400 Pferde) und rückte nach Norden ab, wo man den Einfall Herzog Christians von Braunschweig erwartete. Das Hauptheer unter Caracciolo läge am Abend des 29. Mai in Rannungen und Ebenhausen. Nachdem am 30. Mai durch Spähtruppen bekannt wurde, dass dem nicht so war, rückten die Spanier zur Vereinigung mit Tilly und Córdoba ab. Spätestens am 5. Juni marschierte die Gruppe Caracciolo nach Westen ab, um sich auf Córdobas Aufforderung hin mit den verbündeten Truppenteilen zu vereinigen.
Am 4. Juni quartierte sich die Gruppe Caracciolo in Miltenberg, am folgenden Tag zu Wörth am Main und am 6. in Niedernberg und Großostheim ein. Einen Tag später überschritten Tilly und Córdoba bei Aschaffenburg den Main, wo sie schon vor dem Fluss von Caracciolo erwartet wurden. Am 8. Juni quartierten die katholischen Truppen zwischen Hanau und Frankfurt.
Beim Kampf um Höchst setzte Caracciolo mit wallonischen Musketieren über den Sulzbach und nahm den einzig besetzten Anstieg ohne nennenswerte Schwierigkeiten. Weiteres über den Kampfverlauf der Gruppe Caracciolo ist nicht bekannt.

#### Französisch-Savoyischer Krieg gegen Genua
Am 12. April 1625 schrieb Nicolo Rossi aus Venedig an Graf Rombaldo Collalto über die Lage im Veltlin und die Angriffe auf Genua. Dort schrieb er, dass auf Befehl des spanischen Königs Philipp IV. der Stadt Genua Hilfstruppen unter dem Oberbefehl von Tommaso Caracciolo gesendet worden seien.
Schon im April hielt Caracciolo sich mit 5000 deutschen und 6000 genuesischen Söldnern in Genua auf. Ihnen gegenüber stand das savoyische Heer mit 30.000 Soldaten. Bereits am 1. April 1625 standen die savoyischen Angreifer in Sichtweite von Genua.
Der spanische General Feria erschien von der Lombardei aus mit spanischen und deutschen Söldnern und zog die Söldner an sich, die Genua in Deutschland geworben hatte. Es war also viel spanisches Kriegsvolk in Genua versammelt, welche Teile von Caracciolo befehligt wurden, ist bislang nicht bekannt.
Seine Truppen wurden nach Voltaggio geschlagen, nachdem er vom Grafen von Savoyen am 9. April 1625 gefangen genommen worden war. Dort verblieb er, bis am 11. September 1625 Philipp IV. sein Lösegeld bezahlte. Die spanischen Verbände wehrten sich sieben Stunden lang, bis sie „übermannet“ wurden. 1000 sollen „theils erschlagen, theils hart beschädigt“, 1200 gefangen genommen und der Rest flüchtig gewesen sein. Den französisch-savoyischen Truppen blieb an Beute „viel Munition und Waffen, 6 Stück Geschütz und 14 Fahnen“. Gefangengenommen wurden an Offizieren: „Thomas Caracciolo von Neaples der spanische General/Ludwig Quasco, Feldmarschall“.

#### Mailand und Neapel
Nach zwei Jahren in Mailand kehrte er am 3. August 1625 nach Neapel zurück, wo er zum „Commissario e Supraintendente generale delle fortificazioni“ berufen wurde. Für seine Militärdienste verlieh ihm der spanische König den Titel Graf von Roccarainola.

### Familie

#### Kinder
Er heiratete am 28. Juni 1606 Aurelia Branca, Tochter von Camillo di Branca und Camilla Recco, mit der er vier Kinder hatte. Giacomo (1610–1667), Maria, Vittoria und Tristano (1619–1642). Letzterer war Ritter des Santiagoordens, der jung bei der Belagerung von Tortona starb.

#### Verwandte und deren Nachkommen in Deutschland
Sein Neffe, „der hochberühmte Herr Fähnrich aus Neapel“ Don Bartholomeo Caracciolo und Carlo Andrea Caracciolo Marchese de Torrecuso (ca. 1583–1646), wurden um 1631 ebenfalls mit Truppen nach Deutschland geschickt. Bartholomeo starb 1685 in Ehrenbreitstein als „Landhauptmann und Obristwachtmeister zu Ehrenbreitstein“. Sein berühmtester Nachkomme ist der Rennfahrer Rudolf Caracciola.